# Christine Volkmann
Christine Volkmann (Gießen, 1960) è un'economista tedesca, titolare della cattedra UNESCO per l'imprenditorialità e la gestione interculturale presso la Schumpeter School of Business and Economics dell'Università di Wuppertal.

## Biografia
Christine Volkmann ha studiato economia aziendale dal 1981 al 1986 presso l'Università di Giessen, dove ha anche lavorato come assistente di Dietger Hahn. Nel 1989 ha conseguito il dottorato di ricerca in pianificazione aziendale strategica mentre lavorava come assistente di ricerca presso Lufthansa sulla privatizzazione del mercato dell'aviazione in Europa. In seguito è passata alla Deutsche Bank, dove ha ricoperto diverse posizioni dirigenziali fino al 1999. Dal 1999 è stata professoressa presso la Westfälische Hochschule di Gelsenkirchen e dal 2005 titolare della cattedra UNESCO per l'imprenditorialità e la gestione interculturale. Nel 2008 è stata nominata alla Schumpeter School of Business and Economics presso l'Università di Wuppertal. Christine Volkmann è direttrice dell'Istituto tedesco per la ricerca sull'imprenditorialità e l'innovazione (IGIF) e co-fondatrice del Centro di ricerca interdisciplinare Jackstädt per l'imprenditorialità , finanziato dalla Fondazione Jackstädt . Dal 2005 è professoressa ospite presso l'Accademia degli studi economici di Bucarest, dove tiene corsi di laurea in leadership e gestione dell'innovazione. Dal 2015 è professoressa ospite presso l'Università di Graz. Volkmann è stata consulente della Commissione europea, presidente del Comitato economico e sociale europeo, del Forum economico mondiale di Davos e della Fondazione europea per la ricerca sull'imprenditorialità (EFER) insieme a Bert Twaalfhoven. Dal 2018 è membro del Consiglio di Stato per la digitalizzazione dell'economia del governo del Land Renania Settentrionale-Vestfalia e dal 2015 membro del comitato di selezione per il concorso Imprenditore dell'anno.

## Vita privata
Volkmann era sposata con Walter Kohl, figlio dell'ex cancelliere Helmut Kohl. Il loro figlio Johannes Volkmann, nato nel 1996, è membro del Bundestag tedesco dal 2025.